# Eucithara bisacchii
Eucithara bisacchii é uma espécie de gastrópode do gênero Eucithara, pertencente à família Mangeliidae.